# Listina Evropske unije o temeljnih pravicah
Listina Evropske unije o temeljnih pravicah (CFR – Charter of Fundamental Rights of the European Union) vključuje v pravo Evropske unije (v nadaljevanju: Unija) nekatere politične, socialne in ekonomske pravice državljanov in prebivalcev Unije. Pripravila jo je Evropska konvencija, slovesno pa so jo 7. decembra 2000 razglasili Evropski parlament, Svet ministrov in Evropska komisija. Takrat njen pravni status ni bil jasen in do začetka veljavnosti Lizbonske pogodbe 1. decembra 2009 ni imela polnega pravnega učinka.
V skladu z Listino mora Unija ravnati in sprejemati zakone skladno z Listino, sodišča EU pa bodo odpravila zakonodajo, ki jo bodo sprejele institucije Unije in bo v nasprotju z njo. Listina velja za institucije Unije in njene države članice pri izvajanju prava Unije.

## Ozadje
V pogodbi o ustanovitvi Evropske gospodarske skupnosti (Rimski pogodbi) temeljne ali človekove pravice niso bile omenjene. Rimska pogodba je bila napisana nekaj let po neuspehu Pogodbe o Evropski obrambni skupnosti in Pogodbe o Evropski politični skupnosti. Slednja je vsebovala določbe o pravicah in po mnenju Craiga in de Búrce so se v luči te napake snovalci Rimske pogodbe želeli izogniti implicitno političnim elementom. Vendar se je domneva, da izključno gospodarski cilji nove pogodbe EGS verjetno ne bodo imeli posledic za temeljne pravice, kmalu znašla na preizkušnji.

### Sodne zadeve
Kmalu po začetku veljavnosti Rimske pogodbe se je Skupnost uveljavila kot pomemben politični akter s političnim vplivom, ki je presegal njegove gospodarske cilje. Leta 1964 je Sodišče Evropske unije v sodbi Costa proti ENEL odločilo, da mora imeti pravo Unije prednost pred nasprotujočim nacionalnim pravom. To je pomenilo, da se nacionalne vlade z uvedbo nasprotujočih domačih ukrepov niso mogle izogniti dogovorom na evropski ravni, pa tudi, da bi zakonodajalec EGS lahko sprejemal predpise brez omejitev, opredeljenih v določbah o temeljnih pravicah, zapisanih v ustavah držav članic. To vprašanje se je pojavilo leta 1970 v zadevi Internationale Handelsgesellschaft, ko je nemško sodišče presodilo, da del zakonodaje EGS krši nemški temeljni zakon. Na predlog nemškega sodišča je Sodišče presodilo, da uporaba prava Unije ne more biti odvisna od njegove skladnosti z nacionalnimi ustavami, vendar so temeljne pravice "sestavni del splošnih načel prava [Evropske skupnosti]" in je neskladnost s temeljnimi pravicami lahko podlaga za uspešno izpodbijanje evropskega prava.
S sodbo, sprejeto v zadevi Internationale Handelsgesellschaft, je Sodišče dejansko ustvarilo doktrino nezapisanih pravic, ki zavezuje institucije Skupnosti. Čeprav so pristojnost Sodišča za temeljne pravice institucije odobrile leta 1977 in je bila izjava o tem dodana v Maastrichtsko pogodbo, je Evropski svet uradno začel postopek priprave osnutka kodificiranega kataloga temeljnih pravic za EU šele leta 1999.

### Razglasitev
Leta 1999 je Evropski svet predlagal, naj se za pripravo listine o temeljnih pravicah ustanovi "organ, sestavljen iz predstavnikov voditeljev držav in vlad ter predsednika Komisije terčlanov Evropskega parlamenta in nacionalnih parlamentov". Ob ustanovitvi decembra istega leta se je "organ" sam poimenoval Evropska konvencija.
Konvencija je osnutek Listine sprejela 2. oktobra 2000, Evropski parlament, Svet ministrov in Evropska komisija pa so jo slovesno razglasili 7. decembra 2000. Vendar se je hkrati odločilo, da se odločitev o pravnem statusu Listine odloži. Toda ker so jo odobrile tri močne institucije, je pridobil politično težo in jo je Sodišče zato redno navajalo kot vir temeljnih pravic.

### Pravna moč
Spremenjena listina je bila del propadle Evropske ustave (2004). Po neuspehu te pogodbe je z njeno zamenjavo, Lizbonsko pogodbo (2007), začela veljati tudi Listina, čeprav so jo navajali kot neodvisen dokument in je niso vključevali v samo pogodbo. Vendar sta bili tako različica iz Ustave kot tudi tista, na katero se sklicuje Lizbonska pogodba, spremenjeni različici Listine.
Po začetku veljavnosti Lizbonske pogodbe 1. decembra 2009 je komisarka za pravosodje Viviane Reding predlagala, naj komisarji prisežejo, da bodo upoštevali vse pogodbe EU in Listino. Evropska komisija se je 3. maja 2010 na Evropskem sodišču v Luksemburgu s slovesno prisego zavezala, da bo upoštevala pogodbe Unije in da bo v svojem mandatu pri opravljanju svojih nalog popolnoma neodvisna. Komisarji so se prvič tudi izrecno zavezali, da bodo upoštevali novo Listino o temeljnih pravicah.
Številne države so vztrajale pri zavrnitvi nacionalne uporabe Listine (za podrobnosti glejte nadaljevanje).

## Pravni status
Po začetku veljavnosti Lizbonske pogodbe leta 2009 ima Listina o temeljnih pravicah enako pravno vrednost kot pogodbe o Evropski uniji. Listina iz Pogodbe je spremenjena različica dokumenta iz leta 2000, ki so ga iste tri institucije slovesno razglasile dan pred podpisom same Lizbonske pogodbe.
Člen 51(1) Listine naslavlja Listino na institucije EU, organe, ustanovljene po zakonodaji EU, in pri izvajanju zakonodaje EU na države članice EU. Poleg tega člen 6 spremenjene Pogodbe o Evropski uniji in člen 51(2) Listine preprečujeta, da bi Listina razširila pristojnosti EU. Posledica tega je, da EU ne bo mogla z zakonodajo potrditi pravic, določenih v Listini, razen če je pooblastilo za to določeno v pogodbah. Poleg tega posamezniki države članice ne bodo mogli ovaditi pred sodiščem, ker ni spoštovala pravic iz Listine, razen če je zadevna država članica izvajala pravo Unije. O tej zadnji točki je bilo največ razprav.
Listina ni prvi poskus, da bi načela človekovih pravic postavili v jedro prava Unije. Vse države članice Unije so, prav tako pa morajo biti tudi države kandidatke, podpisnice Evropske konvencije o človekovih pravicah Sveta Evrope, tako da so bila kot izhodišče za sodno prakso Sodišča Evropske unije (v nadaljevanju: Sodišče) vzeta številna načela konvencije, kot je pravica do poštenega sojenja, še pred njihovo formalno ponovitvijo v Listini. Pri razlagi varstva človekovih pravic, ki ga zagotavljajo splošna načela prava Unije (opisana v razdelku o sodnih primerih zgoraj), je Sodišče že obravnavalo vprašanje, ali pravice, zaščitene s temi splošnimi načeli, veljajo za države članice. Po razglasitvi sodbe Johnston proti Royal Ulster Constabulary, da je pravica do poštenih postopkov eno od splošnih načel prava EU, je moralo Sodišče v sodbi Kremzow proti Avstriji odločiti, ali je država članica dolžna uporabiti to načelo v zvezi z napačno obsodbo za umor. Kremzowovi odvetniki so trdili, da njegova zadeva spada na področje prava EU, kar so utemeljevali s tem, da je bila zaradi njegove napačne obsodbe in zaporne kazni kršena njegova pravica do prostega gibanja znotraj Unije. Sodišče je odgovorilo, da glede na to, da zakoni, po katerih je bil Kremzow obsojen, niso bili sprejeti za zagotovitev skladnosti z zakonodajo EU, njegova situacija ne spada v okvir prava Unije.
Besedilo sodbe Kremzow proti Avstriji, ki se nanaša na "področje uporabe prava Unije", se razlikuje od besedila v Listini, ki se nanaša na izvajanje prava Unije. Vendar spremenjeni obrazložitveni memorandum, izdan skupaj z Listino leta 2007, opisuje besedilo, uporabljeno v Listini, kot odraz precedenčnega primera Sodišča.

### Britanski in poljski protokol
Na pogajanjih pred podpisom Lizbonske pogodbe sta si Poljska in Združeno kraljestvo zagotovila protokol k pogodbi o uporabi Listine o temeljnih pravicah v svojih državah.
Protokol v členu 1(1) določa, da "Listina ne širi pristojnosti Sodišča Evropske unije ali sodišč Poljske oziroma Združenega kraljestva, za razsojanje glede združljivosti zakonov in drugih predpisov, prakse ali upravnih ukrepov Poljske oziroma Združenega kraljestva s temeljnimi pravicami, svoboščinami in načeli iz Listine." V členu 1(2) je nato zapisano, da poglavje IV Listine, ki vsebuje ekonomske in socialne pravice, ne ustvarja iztožljivih pravic v razmerju do Poljske ali do Združenega kraljestva, razen če nista ti državi članici predvideli takšne pravice v svoji nacionalni zakonodaji.
Poljska in Združeno kraljestvo sta protokol želela iz različnih razlogov. Združeno kraljestvo je prvotno nasprotovalo pravno zavezujoči listini zaradi zaskrbljenosti, da bi to povzročilo naval tožb britanskih državljanov pred Sodiščem Evropske unije, da bi svoje listinske pravice uveljavili v Združenem kraljestvu, in povečalo poslovne stroške. Čeprav so Britanci med pogajanji o neuspeli Evropski ustavi sprejeli pravno zavezujočo listino pravic, so se na lizbonskih pogajanjih dogovorili za protokol, ki bi po besedah takratnega britanskega ministra za Evropo zagotovil, da Listina ne bo razširila pristojnosti Sodišča na pravo Združenega kraljestva. Po drugi strani pa Poljski ni bilo všeč po njenem mnenju liberalno stališče Listine do socialnih vprašanj, zato je septembra 2007 poljska vlada navedla, da želi biti vključena v britanski protokol.
O pravnih učinkih protokola se precej razpravlja. Po enem stališču, ki ga deli Jan Jirásek, je, protokol izvzetje, ki izključuje uporabo Listine na Poljskem in v Združenem kraljestvu. Po drugem stališču, ki ga deli Ingolf Pernice, je protokol le interpretativni in bo imel le omejene pravne posledice ali pa ne bo imel pravnih posledic. Craig in de Burcá trdita, da je protokol le ugotovitveni. Trdita, da "Listina ne razširja zmožnosti" Sodišča Evropske unije ali drugega sodišča, da razveljavi zakonodajo Združenega kraljestva ali Poljske, vendar je bilo Sodišče v vsakem primeru že pristojno za to. V skladu s tem je "malo verjetno, da bo imel protokol pomembne praktične posledice."
V sodbi NS proti notranjemu ministru je Sodišče odločilo, da člen 1(1) protokola "formulira člen 51 listine v zvezi s področjem uporabe listine in njegov cilj ni Republiko Poljsko in Združeno kraljestvo oprostiti obveznosti, da spoštujeta določbe listine, in sodišču ene od teh držav članic preprečiti, da zagotavlja spoštovanje teh določb."

#### Izstop Združenega kraljestva iz Evropske unije ("breksit")
V skladu z oddelkom 5(4) zakona o Evropski uniji (o izstopu iz Evropske unije) iz leta 2018 Listina o temeljnih pravicah po izstopu iz Unije ni bila ohranjena v zakonodaji Združenega kraljestva.

### Predlagani češki protokol
Med ratifikacijo Lizbonske pogodbe je češki predsednik Václav Klaus izrazil zaskrbljenost, da bo Listina družinam Nemcev, ki so bili po drugi svetovni vojni pregnani z ozemlja današnje Češke republike, omogočila izpodbijanje izgona pred sodišči Unije, čeprav pravni strokovnjaki menijo, da zakoni, po katerih so bili Nemci izgnani, Beneševi odloki, ne apadajo pod pristojnost prava Unije. Potem Klausovi zavrnitvi ratifikacije Lizbonske pogodbe na Češkem, razen če bi bila država izvzeta iz Listine, tako kot Poljska in Združeno kraljestvo, so se voditelji Unije oktobra 2009 dogovorili, da bodo protokol spremenili tako, da bo ob naslednji pristopni pogodbi vključeval tudi Češko,    da bi Klausa prepričali k podpisu pogodbe, kar je pozneje tudi storil.
Septembra 2011 je češka vlada Svetu formalno predložila zahtevo za revizijo pogodbe, da bi se protokol razširil na Češko, Evropski svet pa je v ta namen predložil osnutek dopolnitve. Vendar je češki senat oktobra 2011 sprejel resolucijo, ki je nasprotovala njenemu pristopu k protokolu. Ko je bila konec leta 2011 podpisana pristopna pogodba Hrvaške, sprememba češkega protokola ni bila vključena. Ob parlamentarni ratifikaciji pristopne pogodbe na Češkem spomladi 2012 je vlada poskušala odobritev izvzetja iz Listine združiti s predlogom zakona o ratifikaciji. Toda če bi senat nadzorovali opozicijski stranki, bi lahko njuna nasprotovanja privedla do zavrnitve pristopne pogodbe. Vlada se je zato odločila, da bo predlog o izvzetju in predlog zakona o pristopni pogodbi vložila ločeno.
Izid glasovanja o osnutku poročila Odbora za ustavne zadeve Evropskega parlamenta januarja 2012, ki je odsvetoval odobritev zahteve Češke za vključitev v Protokol št. 30, je bil neodločen. Poročilo je navajalo, da Protokol št. 30 ne deluje kot splošna izključitev iz Listine, ampak državam dovoljuje le, da omejijo uporabo poznejših zakonov EU, ki temeljijo le na Listini. Češko bi torej Listina še vedno zavezovala, tudi če bi bila dodana v protokol. Odbor je poročilo odobril oktobra 2012, tretji osnutek poročila pa je bil objavljen 11. decembra 2012. Poročilo je bilo v parlamentu vloženo na seji 22. maja 2013, parlament pa je glasoval za poziv Evropskemu svetu, naj "ne prouči predlagane spremembe pogodb".  Vendar pa je podal vnaprejšnje soglasje, da revizija pogodbe o vključitvi Češke v Protokol št. 30 ne bo zahtevala nove konvencije.
Januarja 2014, po zamenjavi vodstva v državah na podlagi predsedniških in parlamentarnih volitev prejšnje leto, je novi češki minister za človekove pravice Jiří Dienstbier dejal, da bo poskušal prošnjo svoje države za izvzetje umakniti.  To je 20. februarja 2014 potrdil novi premier Bohuslav Sobotka, ki je zahtevo za vzetje kmalu zatem umaknil na sestanku s predsednikom Evropske komisije Joséjem Manuelom Barrosom.   . Njegova novoizvoljena vlada je prejela zaupnico parlamenta. Maja 2014 je Svet Evropske unije uradno umaknil svoje priporočilo za izvedbo medvladne konference držav članic, na kateri bi obravnavali predlagane spremembe pogodb.   

## Besedilo
Listina vsebuje približno 54 členov, razdeljenih v sedem poglavij. Prvih šest poglavij obravnava materialne pravice pod naslovi: dostojanstvo, svoboščine, enakost, solidarnost, pravice državljanov in pravičnost, zadnje poglavje pa obravanava razlago in uporabo Listine. Velik del Listine temelji na Evropski konvenciji o človekovih pravicah (EKČP), Evropski socialni listini, sodni praksi Sodišča Evropske unije in že obstoječih določbah prava Unije.
- Prvo poglavje (Dostojanstvo) zagotavlja varstvo pravice do življenja in prepoveduje mučenje, suženjstvo, smrtno kazen, evgenične postopke in kloniranje ljudi. Njegove določbe večinoma temeljijo na EKČP, čeprav se člen 1 natančno sklada s členom 1 nemškega temeljnega zakona.
- Drugo poglavje (Svoboščine) zajema svobodo, zasebnost, varstvo osebnih podatkov, zakonsko zvezo, misli, vero, izražanje, zbiranje, izobraževanje, delo, lastnino in azil.
- Tretje poglavje (Enakost) zajema enakost pred zakonom, prepoved vsakršne diskriminacije, vključno z diskrimacijo na podlagi invalidnosti, starosti ali spolne usmerjenosti, kulturno, versko in jezikovno raznolikost, pravice otrok in starejših.
- Četrto poglavje (Solidarnost) zajema socialne in delavske pravice, vključno s pravico do poštenih delovnih pogojev, zaščite pred neupravičenim odpuščanjem in dostopa do zdravstvene oskrbe, socialne in stanovanjske pomoči, varstvo okolja in varstvo potrošnikov.
- Peto poglavje (Pravice državljanov) zajema pravice državljanov EU, kot sta pravica do glasovanja na volitvah v Evropski parlament in pravica do prostega gibanja znotraj Unije. Vključuje tudi več upravnih pravic, kot so pravica do dobrega upravljanja, pravica do dostopa do dokumentov in pravica do vložitve peticije pred Evropskim parlamentom.
- Šesto poglavje (Pravičnost) zajema vprašanja pravosodja, kot so pravica do učinkovitega pravnega sredstva, pravično sojenje, domneva nedolžnosti, načelo zakonitosti, neretrospektivnost in pravica, da se za isto kaznivo dejanje kazensko ne preganja dvakrat.
- Sedmo poglavje (Splošne določbe) zadeva razlago in uporabo Listine. Ta vprašanja so obravnavana zgoraj.

## Ozaveščanje o Listini
Unija poskuša državljane Evropske unije ozaveščati o listini, da bi se ti bolje zavedali svojih pravic. Agencija Evropske unije za temeljne pravice (FRA) je na primer izdelala aplikacije za sistema iOS in Android z besedilom Listine v vseh jezikih EU in s tem povezanimi informacijami. V vseh jezikih EU je objavila tudi minirazličice Listine.
Leta 2010 je FRA objavila pesniški razpis, s katerim je ustvarjalce povabila, da Listino preoblikujejo v 80 minut dolgo epsko pesem z glasbenimi, plesnimi in multimedijskimi elementi. S tem naj bi ozaveščali o Listini in pravno besedilo prevedli v razumljivejši jezik.  Vendar je Viviane Reding, evropska komisarka za pravosodje, svobodo in varnost, direktorja agencije FRA obvestila o svojem nasprotovanju zamisli zaradi stroškov in spoštovanja dostojanstva ter mu naročila odpoved projekta.